# Anna Alžběta Luisa Braniborsko-Schwedtská
Anna Alžběta Luisa Braniborsko-Schwedtská (22. dubna 1738 Schwedt – 10. února 1820 Berlín) byla pruskou princeznou. Narodila se jako dcera markraběte Fridricha Viléma Braniborsko-Schwedtského a jeho manželky, princezny Žofie Doroty Pruské.

## Původ a rodina
Anna Alžběta Luisa byla jedním z pěti dětí markraběte Fridricha Viléma Braniborsko-Schwedtského a Žofie Doroty Pruské. Mezi její sourozence patřila württemberská vévodkyně Bedřiška Braniborsko-Schwedtská a hesensko-kasselská lantkraběnka Filipína Braniborsko-Schwedtská.
Její otec byl synem markraběte Filipa Viléma Braniborsko-Schwedtského a princezny Jany Šarloty Anhaltsko-Desavské.
Matka se narodila jako dcera pruského krále Fridricha Viléma I. a Žofie Doroty Hannoverské. Přes matku tak byla Anna Alžběta Luisa neteří pruského krále Fridricha Velikého.

## Manželství a potomci
Dne 27. září 1755 se Anna Alžběta na zámku Charlottenburg v Berlíně provdala za svého strýce prince Augusta Ferdinanda Pruského, mladšího bratra své matky. Byl o osm let starší než Anna Alžběta a narodil se jako nejmladší syn pruského krále Fridricha Viléma I. a Žofie Doroty Hannoverské, dcery britského krále Jiřího I.
Pár měl spolu sedm dětí:
- 1. Frederika Alžběta Pruská (1. 11. 1761 Magdeburg – 28. 8. 1773 Berlín)[2]
- 2. Fridrich Jindřich Pruský (21. 10. 1769 Berlín – 8. 12. 1773 tamtéž)[3]
- 3. Luisa Pruská (24. 5. 1770 Berlín – 7. 12. 1836 tamtéž)[4]
⚭ 1796 kníže Anton Radziwiłł (13. 6. 1775 Vilnius – 7. 4. 1833 Berlín)[5]
- 4. Jindřich Fridrich Pruský (11. 11. 1771 Berlín – 8. 10. 1790 tamtéž), svobodný a bezdětný[6]
- 5. Ludvík Ferdinand Pruský (18. 11. 1772 Berlín – 10. 10. 1806), padl v bitvě u Saalfeldu, zemřel svobodný, ale měl nelegitimní potomky[7]
- 6. Fridrich Pavel Pruský (29. 11. 1776 Berlín – 2. 12. 1776 tamtéž)[8]
- 7. Fridrich Vilém Jindřich August Pruský (19. 9. 1779 Friedrichsfelde – 19. 7. 1843 Bydhošť), pruský generál, svobodný, ale měl nelegitimní potomky[9]

Biologickým otcem její dcery Luisy narozené v roce 1770 mohl být hrabě Friedrich Wilhelm Carl von Schmettau. Luisa byla popisována jako krásná, vtipná a milá. Švédská princezna Hedvika Alžběta Šarlota ji v době své návštěvy v roce 1798 popsala takto: "Odpoledne jsme navštívili princeznu, která žila v Bellevue na předměstí Berlína. Je to malá vila, velmi vhodná pro soukromou osobu, ale ne pro členku královského rodu. Přijetí zde bylo docela odlišné od toho u mé tety. Ferdinandova manželka byla ujatá, bylo zřejmé, že na nás chce zapůsobit. Byla jsem samozřejmě zdvořilá, ale poté, co jsem si všimla, že nasadila povýšený tón a že mě chce uvést do rozpaků, odpověděla jsem stejným způsobem a ukázala stejnou povýšenost. Princezna už není mladá, je jistě krásná, vypadá jako aristokratická Francouzka, ale ne jako princezna, protože na ní není nic královského. Nemyslím si, že je příliš chytrá, ale příjemně se s ní konverzuje a je docela sebevědomá."
Anna Alžběta Luisa byla jedním z několika členů královské rodiny, kteří zůstali po během francouzské okupace v roce 1806 v Berlíně. Zatímco většina královské rodiny odešla, údajně kvůli kritice Napoleona, kterou vyjádřili, a členové královského dvora je buď následovali nebo odjeli na své statky, Anna Alžběta Luisa s manželem a princeznou Vilemínou Hesensko-Kasselskou, údajně kvůli "jejich vysokému věku", v Berlíně zůstali, spolu s princeznou Augustou Pruskou, která byla tou dobou těhotná.
Jeden návštěvník ji v roce 1813–14 okomentoval slovy: "Nikdy jsem neviděl tak formální, upjatou a nepříjemnou starou ženu - vieille cour outree, a vyděsila mě k smrti. Byl jsem rád, že jsem se dostal pryč".

## Konec života
V Berlíně zemřel 2. května 1813 její manžel August Ferdinand a Anna Alžběta Luisa ovdověla. Ona sama zemřela o necelých sedm let později, 10. února 1820 v Berlíně a byla pohřbena v Berlínské katedrále.

## Vývod z předků
|                                           |                                                              |  |                               |                                                      |  |  |  |  |  |  |  | Jiří Vilém Braniborský |
|                                           |                                                              |  |                               |                                                      |  |  |  |  |  |  |  |                        |
|                                           | Fridrich Vilém I. Braniborský                                |  |                               |                                                      |  |  |  |  |  |  |  |                        |
|                                           |                                                              |  |                               |                                                      |  |  |  |  |  |  |  |                        |
|                                           |                                                              |  |                               | Alžběta Šarlota Falcká                               |  |  |  |  |  |  |  |                        |
|                                           |                                                              |  |                               |                                                      |  |  |  |  |  |  |  |                        |
|                                           | Filip Vilém Braniborsko-Schwedtská                           |  |                               |                                                      |  |  |  |  |  |  |  |                        |
|                                           |                                                              |  |                               |                                                      |  |  |  |  |  |  |  |                        |
|                                           |                                                              |  |                               | Filip Šlesvicko-Holštýnsko-Sonderbursko-Glücksburský |  |  |  |  |  |  |  |                        |
|                                           |                                                              |  |                               |                                                      |  |  |  |  |  |  |  |                        |
|                                           | Žofie Dorotea Šlesvicko-Holštýnsko-Sonderbursko-Glücksburská |  |                               |                                                      |  |  |  |  |  |  |  |                        |
|                                           |                                                              |  |                               |                                                      |  |  |  |  |  |  |  |                        |
|                                           |                                                              |  |                               | Žofie Hedvika Sasko-Lauenburská                      |  |  |  |  |  |  |  |                        |
|                                           |                                                              |  |                               |                                                      |  |  |  |  |  |  |  |                        |
|                                           | Fridrich Vilém Braniborsko-Schwedtský                        |  |                               |                                                      |  |  |  |  |  |  |  |                        |
|                                           |                                                              |  |                               |                                                      |  |  |  |  |  |  |  |                        |
|                                           |                                                              |  |                               | Jan Kazimír Anhaltsko-Desavská                       |  |  |  |  |  |  |  |                        |
|                                           |                                                              |  |                               |                                                      |  |  |  |  |  |  |  |                        |
|                                           | Jan Jiří II. Anhaltsko-Desavský                              |  |                               |                                                      |  |  |  |  |  |  |  |                        |
|                                           |                                                              |  |                               |                                                      |  |  |  |  |  |  |  |                        |
|                                           |                                                              |  |                               | Anežka Hesensko-Kasselská                            |  |  |  |  |  |  |  |                        |
|                                           |                                                              |  |                               |                                                      |  |  |  |  |  |  |  |                        |
|                                           | Jana Šarlota Anhaltsko-Desavská                              |  |                               |                                                      |  |  |  |  |  |  |  |                        |
|                                           |                                                              |  |                               |                                                      |  |  |  |  |  |  |  |                        |
|                                           |                                                              |  |                               | Frederik Hendrik Oranžský                            |  |  |  |  |  |  |  |                        |
|                                           |                                                              |  |                               |                                                      |  |  |  |  |  |  |  |                        |
|                                           | Henrietta Kateřina Oranžská                                  |  |                               |                                                      |  |  |  |  |  |  |  |                        |
|                                           |                                                              |  |                               |                                                      |  |  |  |  |  |  |  |                        |
|                                           |                                                              |  |                               | Amálie zu Solms-Braunfels                            |  |  |  |  |  |  |  |                        |
|                                           |                                                              |  |                               |                                                      |  |  |  |  |  |  |  |                        |
| Anna Alžběta Luisa Braniborsko-Schwedtská |                                                              |  |                               |                                                      |  |  |  |  |  |  |  |                        |
|                                           |                                                              |  |                               |                                                      |  |  |  |  |  |  |  |                        |
|                                           |                                                              |  | Fridrich Vilém I. Braniborský |                                                      |  |  |  |  |  |  |  |                        |
|                                           |                                                              |  |                               |                                                      |  |  |  |  |  |  |  |                        |
|                                           | Fridrich I. Pruský                                           |  |                               |                                                      |  |  |  |  |  |  |  |                        |
|                                           |                                                              |  |                               |                                                      |  |  |  |  |  |  |  |                        |
|                                           |                                                              |  |                               | Luisa Henrietta Oranžská                             |  |  |  |  |  |  |  |                        |
|                                           |                                                              |  |                               |                                                      |  |  |  |  |  |  |  |                        |
|                                           | Fridrich Vilém I.                                            |  |                               |                                                      |  |  |  |  |  |  |  |                        |
|                                           |                                                              |  |                               |                                                      |  |  |  |  |  |  |  |                        |
|                                           |                                                              |  |                               | Arnošt August Brunšvicko-Lüneburský                  |  |  |  |  |  |  |  |                        |
|                                           |                                                              |  |                               |                                                      |  |  |  |  |  |  |  |                        |
|                                           | Žofie Šarlota Hannoverská                                    |  |                               |                                                      |  |  |  |  |  |  |  |                        |
|                                           |                                                              |  |                               |                                                      |  |  |  |  |  |  |  |                        |
|                                           |                                                              |  |                               | Žofie Hannoverská                                    |  |  |  |  |  |  |  |                        |
|                                           |                                                              |  |                               |                                                      |  |  |  |  |  |  |  |                        |
|                                           | Žofie Dorota Pruská                                          |  |                               |                                                      |  |  |  |  |  |  |  |                        |
|                                           |                                                              |  |                               |                                                      |  |  |  |  |  |  |  |                        |
|                                           |                                                              |  |                               | Arnošt August Brunšvicko-Lüneburský                  |  |  |  |  |  |  |  |                        |
|                                           |                                                              |  |                               |                                                      |  |  |  |  |  |  |  |                        |
|                                           | Jiří I.                                                      |  |                               |                                                      |  |  |  |  |  |  |  |                        |
|                                           |                                                              |  |                               |                                                      |  |  |  |  |  |  |  |                        |
|                                           |                                                              |  |                               | Žofie Hannoverská                                    |  |  |  |  |  |  |  |                        |
|                                           |                                                              |  |                               |                                                      |  |  |  |  |  |  |  |                        |
|                                           | Žofie Dorotea Hannoverská                                    |  |                               |                                                      |  |  |  |  |  |  |  |                        |
|                                           |                                                              |  |                               |                                                      |  |  |  |  |  |  |  |                        |
|                                           |                                                              |  |                               | Jiří Vilém Sasko-Lauenburský                         |  |  |  |  |  |  |  |                        |
|                                           |                                                              |  |                               |                                                      |  |  |  |  |  |  |  |                        |
|                                           | Žofie Dorotea z Celle                                        |  |                               |                                                      |  |  |  |  |  |  |  |                        |
|                                           |                                                              |  |                               |                                                      |  |  |  |  |  |  |  |                        |
|                                           |                                                              |  |                               | Éléonore Desmier d'Olbreuse                          |  |  |  |  |  |  |  |                        |
|                                           |                                                              |  |                               |                                                      |  |  |  |  |  |  |  |                        |